# Graff (Mondkrater)
Graff ist ein Einschlagkrater am äußersten südwestlichen Rand der Mondvorderseite, weshalb er infolge der Libration unsichtbar sein kann, oder wenn sichtbar, nur stark verzerrt zu sehen ist.
Er liegt westlich des Vallis Bouvard und nordwestlich des Kraters Baade.
Der Krater ist nur wenig erodiert und weist im Inneren konzentrische Strukturen auf.
| Buchstabe | Position           | Durchmesser | Link |
| --------- | ------------------ | ----------- | ---- |
| A         | 41,22° S, 86,27° W | 21 km       |      |
| U         | 42,13° S, 90,82° W | 20 km       |      |

Der Krater wurde 1970 von der IAU nach dem deutschen Astronomen Kasimir Graff offiziell benannt.